# Hof van Schoofs

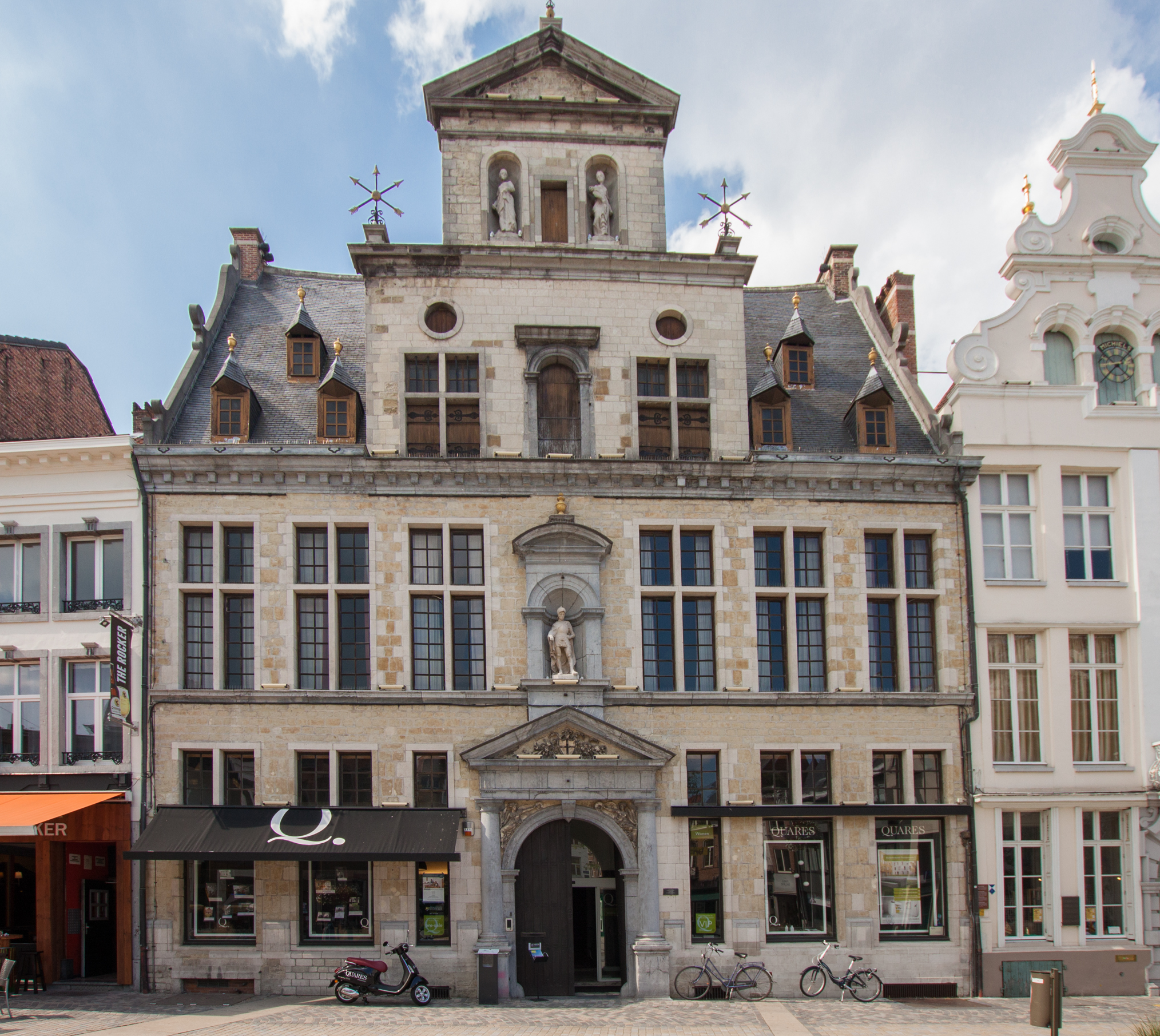

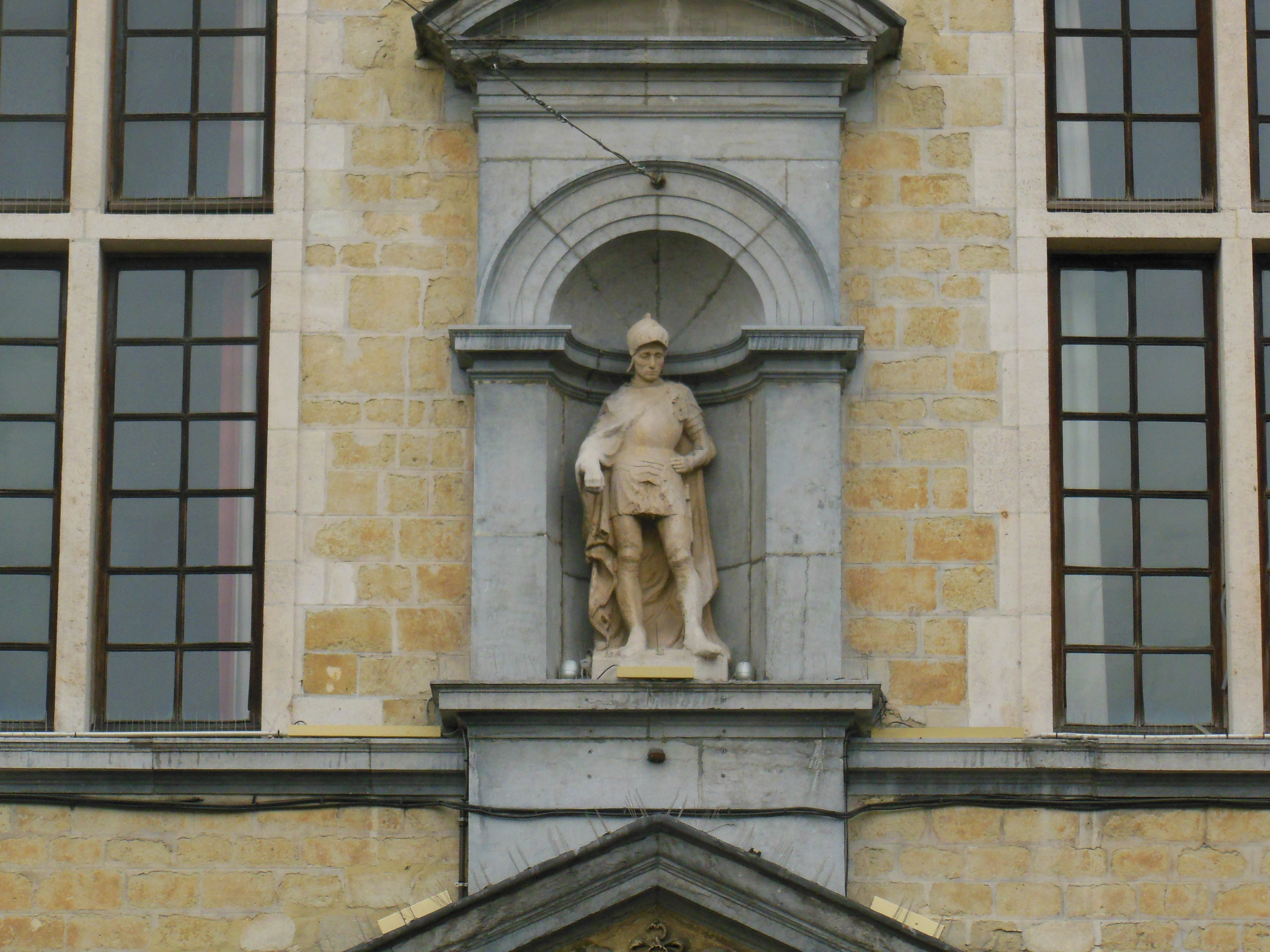

Het Hof van Schoofs is een stadspaleis aan de Korenmarkt in Mechelen uit de 15e eeuw. In de 13e eeuw stond hier al het Lakenhuis, de voorloper van de Lakenhal op de Grote Markt. In de 15e eeuw liet de familie Schoofs twee panden (Het Schaakberd en De Leeuw) samenvoegen. In 1474 verwierf Jan I Carondelet, voorzitter van het Parlement van Mechelen, het gebouw. Daarna verbleef er een Duitse handelaar, aan wie het pand zijn andere naam Den Duytsch ontleende. Midden 16e eeuw werd het pand eigendom van de wijnkoopman Claude Ritz; hij liet een torentje bouwen aan het gebouw. Het pand deed ook nog dienst als huis van de oude kruisbooggilde (vanaf 1655). In 1797 werd het door de Fransen als nationaal goed verkocht. Daarna deed het dienst als winkel, hotel en ijzerwarenmagazijn. 
Tot 1846 was de voorgevel versierd met een standbeeld van Sint-Joris te paard. In 1912 volgde een restauratie. Sinds 1977 is het als monument beschermd.